# 杰克·绍斯塔克
杰克·威廉·绍斯塔克（英語：Jack William Szostak，1952年11月9日—），美国生物学家、霍华德·休斯医学研究所研究员、哈佛医学院遗传学教授、麻省总医院亚历山大·里奇杰出研究员。他与伊丽莎白·布莱克本和卡罗尔·格雷德因为“发现端粒和端粒酶如何保护染色体”而一起获得2009年诺贝尔生理学或医学奖。

## 生平
绍斯塔克1952年出生于英国伦敦，父母分别来自波兰和英格兰。当时他的父亲在帝国理工学院学习航空工程。后来由于父亲工作原因，绍斯塔克跟随家人多次搬家，最后定居加拿大。父母对绍斯塔克的科学兴趣非常支持，还允许他在地下室尝试一些危险的科学实验。
1968年，绍斯塔克不满16周岁就从高中毕业，进入麦吉尔大学学习，1972年获细胞生物学的学士学位。之后，他在康奈尔大学师从华裔生物学家吴瑞教授，攻读生物化学博士学位，1977年毕业后继续在吴瑞教授指导下开展博士后研究。
1979年，绍斯塔克加入哈佛医学院，在悉尼·法伯癌症研究所（现为达纳－法伯癌症研究所）担任助理教授，建立自己的实验室。期间，他与伊丽莎白·布莱克本在合作研究中发现，端粒中一段独特的DNA序列保护染色体免于退化，而布莱克本的博士生卡罗尔·格雷德又进一步鉴别出了参与端粒DNA复制的一种逆转录酶——端粒酶。他们发现，端粒变短则细胞衰老，而端粒酶的活性能够维持端粒的长度。这些研究成果对癌症及其他疾病的研究具有重要影响。期间，他还参与了世界上最早的关于酵母菌人工染色体的研究。1983年，绍斯塔克升任副教授；次年，实验室整体搬迁到麻省总医院。1988年，升任教授，取得哈佛医学院终身教职。

## 研究
绍斯塔克在遗传学领域有贡献。他被相信是构造了世界上第一个酵母菌人工染色体。这一成就有助于科学家绘制在哺乳动物基因的位置，和开发操纵基因技术。他在这方面的成就，也有助于人类基因组计划。
1998年起，兼任霍华德·休斯医学研究所研究员。2000年起，兼任麻省总医院亚历山大·里奇杰出研究员。
近年来，他的实验室将研究重点转向了生命起源问题，和在实验室建造的人造细胞生命。

## 荣誉与奖励
因为他的贡献，绍斯塔克已获得多个奖项和荣誉。绍斯塔克是美国国家科学院、美国文理科学院及纽约科学院院士。他曾先后获得过如下奖项：
- 美国国家科学院分子生物学奖（1994年）[13]
- Hans Sigrist奖，瑞士伯尔尼大学
- 美国遗传学会奖章（2000年）[14]、
- 艾伯特·拉斯克基础医学研究奖（2006年）[15]和
- Heineken奖，荷兰皇家艺术与科学院（2008年）
- 诺贝尔生理学或医学奖（2009年）[1]。

## 参看
- RNA的生物学史（英语：History of RNA biology）
- RNA的生物学家列表（英语：List of RNA biologists）